# Jo Daviess megye
Jo Daviess megye az Amerikai Egyesült Államokban, azon belül Illinois államban található. Megyeszékhelye és legnagyobb városa Galena. Lakosainak száma 22 035 fő (2020. április 1.). Jo Daviess megye Lafayette, Stephenson, Carroll, Jackson, Dubuque és Grant megyékkel határos.

## Népesség
A megye népességének változása:
| Lakosok száma | 22 666 | 22 699 | 22 552 | 22 407 | 22 086 | 22 035 |
|               | 2010   | 2011   | 2012   | 2013   | 2015   | 2020   |